# Ceramonema undulatum
Ceramonema undulatum är en rundmaskart som beskrevs av De Coninck 1942. Ceramonema undulatum ingår i släktet Ceramonema och familjen Ceramonematidae. Inga underarter finns listade i Catalogue of Life.